# Ritratto virile (Mantegna)
Ritratto virile è un dipinto tempera su tavola (24,2x19 cm) attribuito ad Andrea Mantegna, databile al 1460-1470 circa e conservato nella National Gallery of Art di Washington

## Storia
Il ritratto viene in genere datato agli stessi anni della Camera picta o comunque ai decenni 1460 o 1470, per via della somiglianza del soggetto con uno dei due personaggi nella scena dell'Incontro, proprio dietro Ludovico III Gonzaga.
La tavola è documentata per la prima volta nel 1906, in una collezione privata di Gaál, in Ungheria. Passata in una raccolta a Budapest, fu poi venduta a Parigi nel 1929 tramite la società antiquaria Seligmann e poi a New York. Qui fu acquistata nel 1950 dalla Samuel H. Kress Foundation, e passò poi immediatamente alla Galleria Nazionale.

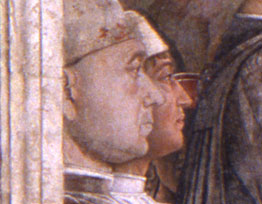
Ritratto nella Camera degli Sposi

La sua collocazione in un'area decentrata dell'Europa, nascose il dipinto agli studiosi fino agli anni trenta del XX secolo, quando l'opera iniziò a circolare in una serie di mostre in America. La prima attribuzione a Mantegna risale a Wilhelm Suida, accolta poi da molti studiosi, sebbene siano stati fatti anche i nomi di Giovanni Bellini o di un anonimo allievo di Mantegna, anche per via delle condizioni di conservazione dell'opera che ne impediscono una valutazione esatta della qualità pittorica.

## Descrizione e stile
Su uno sfondo azzurrino è ritratto, di profilo, un uomo di mezza età, vestito di una casacca rossa con bordo di pelliccia, dalla quale sporge il colletto di una sottoveste bianca, e di un berretto nero. La posizione di profilo dominò fino al 1475 circa nelle corti italiane, per le sue ascendenze umanistiche legate all'imitazione delle effigi degli imperatori romani sulle monete imperiali.
L'uomo, basandosi sugli studi della Camera picta, potrebbe essere uno stalliere di Ludovico Gonzaga (Lightbrown 1986), ma il fatto che non indossi la livrea Gonzaga ha fatto sorgere dubbi, facendo pensare piuttosto a un gentiluomo di corte. Frankfurter (1939 e 1952), pensando alla prima collocazione conosciuta dell'opera, ipotizzò che si potesse trattare del vescovo e umanista ungherese Giano Pannonio (Janus Pannonius).